# GRB 160625B
GRB 160625B è un lampo gamma (GRB) rilevato inizialmente dal Rivelatore di lampi gamma (GBM) dal Fermi Gamma-ray Space Telescope della NASA il 25 giugno 2016 e, tre minuti dopo, dal suo Telescopio di grande area (LAT). Ad esso è seguito un immediato e luminoso lampo ottico, durante il quale è stata misurata la variabile di polarizzazione lineare. È stata la prima volta in cui le soprascritte osservazioni sono state registrate mentre il GRB era ancora luminoso ed attivo. L'origine del GRB è possibile che sia un buco nero, nella costellazione del Delfino, a circa 9 miliardi di anni luce di distanza (redshift della z = 1.406).